# 6603 Marycragg
6603 Marycragg (1990 KG) là một tiểu hành tinh vành đai chính được phát hiện ngày 19 tháng 5 năm 1990 bởi E. F. Helin ở Palomar.